# Estación Tolosa
Tolosa es una estación ferroviaria del barrio homónimo, en La Plata, Provincia de Buenos Aires, Argentina.

## Servicios
Es una estación intermedia del servicio eléctrico metropolitano de la Línea General Roca desde la Estación Plaza Constitución a la estación La Plata.
De la estación parten dos ramales cargueros: uno a Ternium Siderar (en Ensenada) usado por trenes bobineros, y otro ramal a Estación La Plata Cargas, usado por tolvas con destino a la fábrica Copetro de Ensenada.

## Ubicación
Junto a la estación, se encuentran los Talleres del Ferrocarril del Sud (en remodelación) y las instalaciones del Ferroclub Tolosa.

## Infraestructura
Posee cuatro andenes, los dos centrales para el servicio eléctrico, y los dos exteriores están en desuso.
También cuenta con dos playas de maniobras, y talleres ferroviarios que están en remodelación para mantenimiento y alistamiento de los coches eléctricos que prestan servicio actualmente.

## Historia
Fue construida en 1882 por el Ferrocarril Oeste de Buenos Aires, propiedad del Estado provincial, como forma de vincular la recientemente fundada capital de la provincia, La Plata, con Buenos Aires a través del Ferrocarril Buenos Aires al Puerto de la Ensenada, con el que el FCO se vinculaba en la estación Ensenada de aquel. 

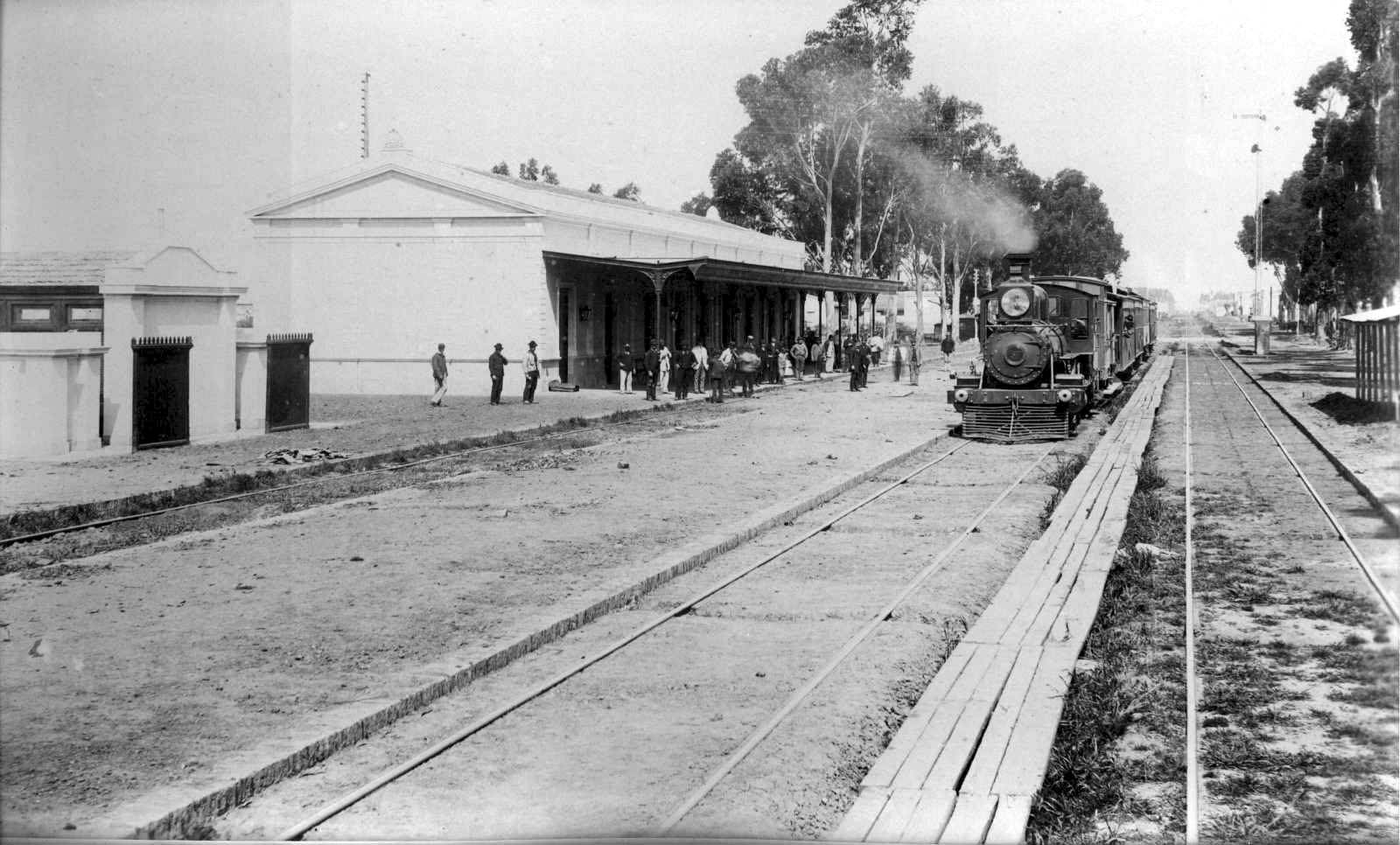
La vieja estación Tolosa, en el momento de su inauguración.

 En 1890 pasó a formar parte de la red del Ferrocarril del Sud, que adquirió la mayor parte de las instalaciones del FCO en La Plata y sus alrededores. Con la nacionalización de los ferrocarriles en 1946 y el subsiguiente reordenamiento del sistema, se integró al Ferrocarril General Roca. Fue sede de importantes talleres ferroviarios.

## Diagrama
| Vía 1                    | Vía de maniobras                                                   |
| Plataforma central Norte |                                                                    |
| Vía 2                    | Trenes a La Plata provenientes de Constitución (próxima La Plata)  |
| Vía 3                    | Trenes a Constitución provenientes de La Plata (próxima Ringuelet) |
| Plataforma Sur           |                                                                    |